# Acianthera micrantha
Acianthera micrantha là một loài phong lan.

## Hình ảnh

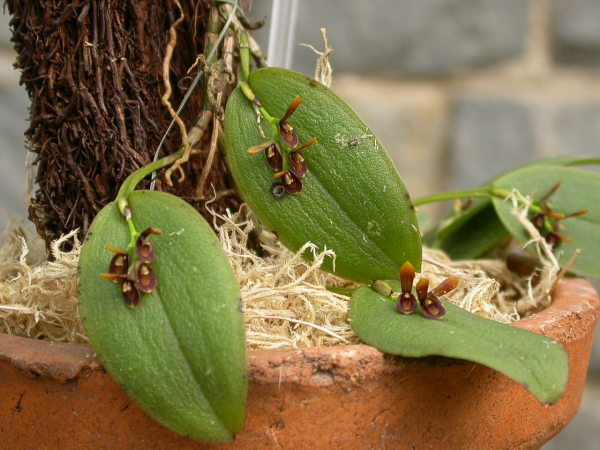
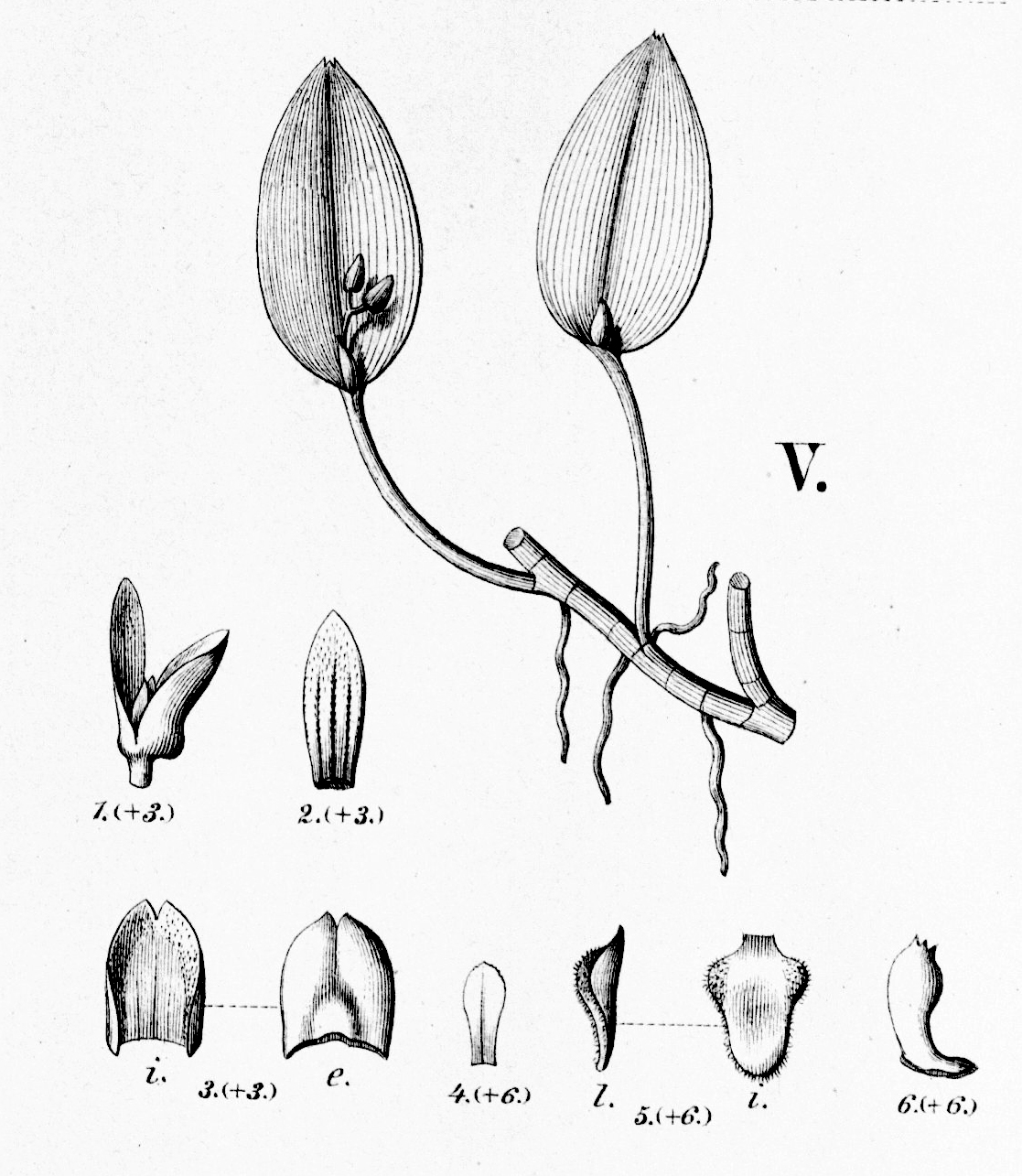
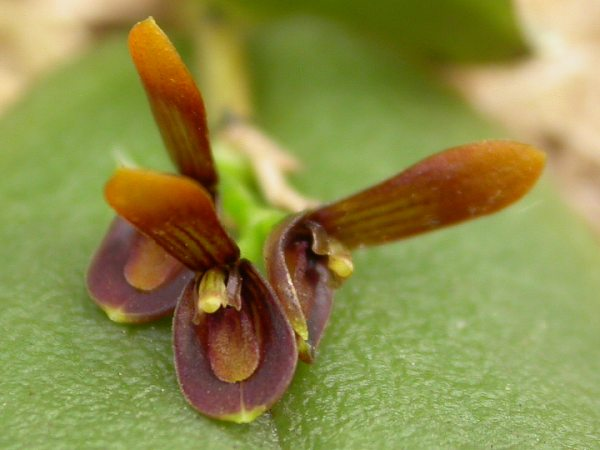
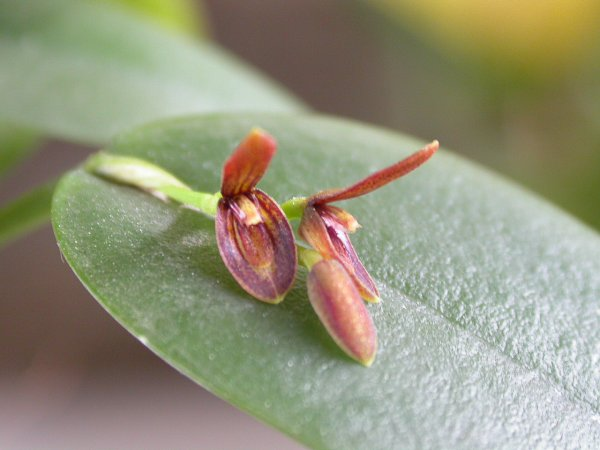